# Powiat Hochtaunus
Powiat Hochtaunus – powiat w niemieckim kraju związkowym Hesja w rejencji Darmstadt. Siedzibą powiatu jest miasto Bad Homburg vor der Höhe.

## Podział administracyjny
Powiat Hochtaunus składa się z:
- 8 miast
- 5 gmin

Miasta:
| Lp. | Nazwa miasta             | Ludność (30.06.2013) | Powierzchnia km² |
| --- | ------------------------ | -------------------- | ---------------- |
| 1   | Bad Homburg vor der Höhe | 52237                | 51,14            |
| 2   | Friedrichsdorf           | 24440                | 30,12            |
| 3   | Königstein im Taunus     | 15964                | 25,10            |
| 4   | Kronberg im Taunus       | 18001                | 18,62            |
| 5   | Neu-Anspach              | 14652                | 36,14            |
| 6   | Oberursel (Taunus)       | 44696                | 45,37            |
| 7   | Steinbach (Taunus)       | 10192                | 4,40             |
| 8   | Usingen                  | 13464                | 55,83            |

Gminy:
| Lp. | Nazwa gminy         | Ludność (30.06.2013) | Powierzchnia km² |
| --- | ------------------- | -------------------- | ---------------- |
| 1   | Glashütten          | 5258                 | 27,11            |
| 2   | Grävenwiesbach      | 5222                 | 43,16            |
| 3   | Schmitten im Taunus | 8778                 | 36,00            |
| 4   | Wehrheim            | 9276                 | 38,38            |
| 5   | Weilrod             | 6197                 | 71,16            |